# Von Erholung war nie die Rede
Von Erholung war nie die Rede ist ein deutscher Fernsehfilm der Regisseurin Vivian Naefe aus dem Jahr 2017. Die Produktion ist eine Fortsetzung der Weihnachtskomödie Tief durchatmen, die Familie kommt (2015) und basiert auf dem gleichnamigen Roman von Andrea Sawatzki. Das Drehbuch, das von der Berliner Hausfrau Gundula Bundschuh, dargestellt von Sawatzki, erzählt, steuerte erneut Autor Mathias Klaschka bei. Die Bundschuhs werden von Schwiegermutter Susanne zum Urlaub auf die Insel Mallorca eingeladen und steuern dort von einer Katastrophe in die nächste.
Die Herstellung des Spielfilms wurde erneut von Ziegler Film im Auftrag des ZDF übernommen. Die Dreharbeiten fanden von Mai bis Juni 2016 auf der spanischen Balearen-Insel Mallorca und in Berlin statt. Neben Sawatzki konnte Naefe die gesamte Originalbesetzung der vorherigen Filme vor der Kamera versammeln. Einzig Christine Schorns Rolle der Ilse wurde mit Thekla Carola Wied neu besetzt. TV-Kritiker bewerteten den Ensemblefilm bei seiner Erstausstrahlung im Mai 2017 vorwiegend positiv. Im Jahr 2018 erschien – ebenfalls nach einer Buchvorlage Sawatzkis – die Fortsetzung Ihr seid natürlich eingeladen.

## Handlung
Familie Bundschuh will sich einen entspannten Urlaub auf Mallorca gönnen – dabei hat sie die Rechnung ohne die Verwandtschaft gemacht. Gundula, Ehemann Gerald, ihr dementer Vater Edgar und die zwei Kinder sind der Einladung von Schwiegermutter Susanne gefolgt. Schon bei der Anreise muss Edgar gesucht werden, weil er sich wieder einmal selbstständig gemacht hat. Als Gundula ihn dann findet, geht es mit dem Mietwagen ins Landesinnere und schon an der nächsten Raststätte wird Gerald das Portemonnaie gestohlen. Zudem fährt Edgar mit dem Wagen einfach allein weiter und die Bundschuhs müssen sich ein Taxi zum Hotel nehmen, das gerade mitten in Umbauarbeiten steckt. Zum Trost wartet aber Edgar hier bereits auf sie, da er brav dem Zettel im Auto gefolgt war. Doch scheint nun Geralds Koffer nicht da zu sein und er muss sich im Hotel liegengebliebene Kleidung ausleihen.
Noch am selben Abend treffen Gundulas hypochondrischer Bruder Hadi und dessen schwäbelnde Frau Rose ein, die Gerald und Gundula gern zur Meditation einladen möchten. Doch die vier müssen nun erkennen, was Susanne eigentlich vorhat, denn in sechs Tage will sie ihre Boutique eröffnen und mehr als der Rohbau ist nicht zu erkennen. Zu allem Überfluss ist ihnen nun auch noch Gundulas Mutter Ilse nachgereist und erwartet, vom Flughafen abgeholt zu werden. Susanne drängelt hingegen immer mehr, dass ihre Familie endlich mit der Arbeit an ihrer Boutique beginnt. Doch die Familie will erst einmal ihren Urlaub genießen, anstatt zu arbeiten. Einzig Ricarda klinkt sich frühzeitig aus. Sie hat einen jungen Mann kennengelernt und verbringt jede freie Minute mit ihm. Zu ihrem Leidwesen muss sie sehr schnell erkennen, dass ihr Nino eine Freundin hat.
Ein gemeinsamer Ausflug mündet allerdings in einem Desaster, zuerst besteht Hadi darauf, ins Krankenhaus gebracht zu werden, da er fest davon überzeugt ist, sich den Magen verdorben zu haben, zu guter Letzt startet Gerald den Wagen zur Rückfahrt ins Hotel, ohne zu bemerken, dass Gundula noch gar nicht eingestiegen ist. Der Versuch Gundulas, ein Taxi zu nehmen, scheitert daran, dass sie kein Geld dabei hat. Der einzige Wagen, der auf der Landstraße anhält, um sie mitzunehmen, ist ein Pickup, dessen Ladefläche sie sich mit Schafen teilen muss. Nachdem der Transporter aber liegenbleibt, hält sie ein neues Auto an. Der Fahrer ist jedoch ausgerechnet der Taschendieb von der Raststätte. Als dieser sie nun ebenfalls ausrauben will, verliert Gundula die Nerven, schlägt den Mann k.o. und fährt mit dessen Auto davon.
Kurze Zeit später wird Gundula von der Polizei gestoppt, die eine Waffe und Diebesgut in dem Auto entdeckt. So muss sich Gundula von ihrem Mann vom Polizeirevier abholen lassen, was ihr sehr peinlich ist. Am liebsten möchte sie so schnell wie möglich wieder zurück nach Deutschland. Erst recht, als sie feststellen muss, dass Gerald der Hotelangestellten schöne Augen macht. Das führt dazu, dass Gundula sich von ihrem Berliner Nachbarn, Herrn Mussorkski, trösten lassen möchte, der zufällig auch Urlaub auf Mallorca macht. Beide schlafen aber letztendlich nur am Pool ein. Gundula sieht ein, dass ihre Ehe ein wenig gelitten hat und sie sich erst einmal um sich selbst und ihre berufliche Karriere kümmern sollte. Sie lässt ihre Familie am Urlaubsort zurück und fliegt mit dem nächsten Flugzeug nach Deutschland zurück.

## Hintergrund
Von Erholung war nie die Rede basiert auf dem gleichnamigen Roman von Hauptdarstellerin Andrea Sawatzki, der 2014 im Piper Verlag veröffentlicht wurde, und adaptierte nach Tief durchatmen, die Familie kommt (2015) den zweiten Band rund um die Familie Bundschuh, deren Geschichten inzwischen in weiteren Bänden forterzählt wurden. Die Dreharbeiten fanden vom 19. Mai bis zum 16. Juni 2016 auf der balearischen Insel Mallorca statt. Für die Realisierung konnten die beiden Produzentinnen Regina Ziegler und Gabriele Lohnert erneut Regisseurin Vivian Naefe, Drehbuchautor Mathias Klaschka und Kameramann Peter Döttling gewinnen.
Die Originalbesetzung kehrte ebenfalls an das Set zurück. Einzig Christine Schorn musste aus gesundheitlichen Gründen umbesetzt werden. Fünf Tage vor Drehbeginn stieß so Thekla Carola Wied als Ersatz zum Cast hinzu, die die Rolle der Ilse auch in weiteren Fortsetzungen der Familie-Bundschuh-Reihe übernahm. In der Nebenbesetzung traten darüber hinaus erstmals Jana Josephina Leipziger, Rolf Sarkis, Felix Hellmann und Sarah Brandner vor die Kamera. Für die Filmmusik zeigte sich erneut Komponist Martin Probst verantwortlich. Neben dessen Soundtrack sind unter anderem Bo Saris’ „She’s on Fire“, Julio Iglesias’ „Quiereme Mucho“ sowie Holly Golightlys „Black Night“ zu hören.

## Rezeption

### Einschaltquote
Von Erholung war nie die Rede erreichte bei seiner Erstausstrahlung am 25. Mai 2017 im ZDF 5,19 Millionen Zuschauer insgesamt zur Primetime und sicherte sich mit 18 Prozent Marktanteil Platz zwei unter der Tagessiegern, hinter der Fußball-Bundesliga im Ersten. Bei den 14- bis 49-Jährigen kam der Film auf 7,9 Prozent Marktanteil bei 0,76 Millionen Zuschauern.

### Kritik

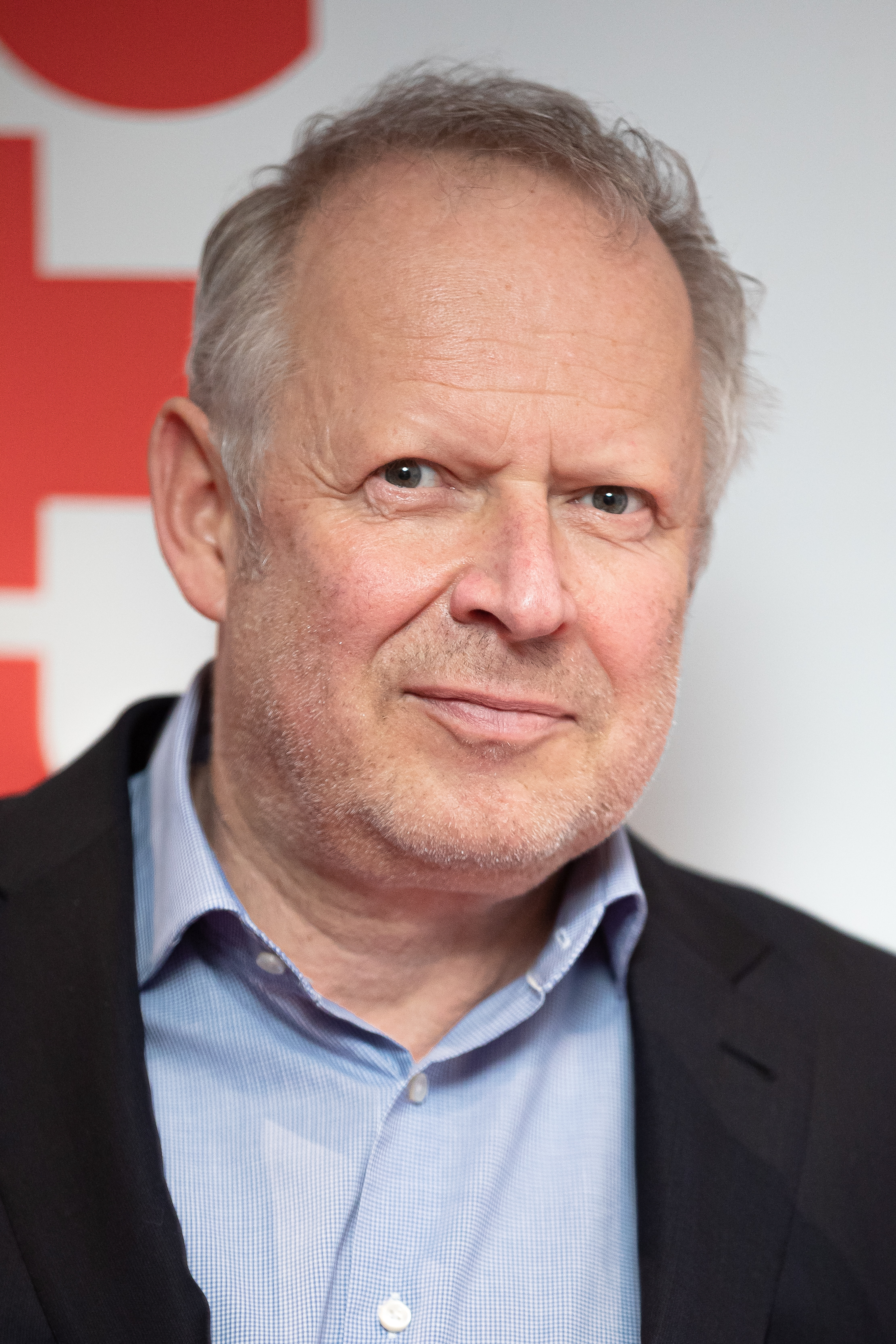
Das Ensemble rund um Darsteller Axel Milberg erhielt ausnahmslos positive Kritiken für sein Spiel.

Tilmann P. Gangloff bezeichnete das Sequel in seiner Rezension für die Frankfurter Rundschau als „Gag-Feuerwerk“ mit „wunderbar zusammengestelltem Ensemble“. Praktisch jede Szene sei „nach einem ‚Ruhe vor dem Sturm‘-Muster [...] strukturiert. Das kann man für ebenso unoriginell halten wie Gundulas Lästerei über Hadi und Rose, die just in diesem Moment hinter hier [sic!] auftauchen, aber die Inszenierung von Vivian Naefe, die auch bei Tief durchatmen, die Familie kommt Regie geführt hat, wischt den Einwand, der Film sei doch bloß eine Aneinanderreihung bekannter Versatzstücke, einfach beiseite; allein die Vielzahl misslungener Komödien dieser Art belegt, wie schwierig das vermeintlich leichte Fach ist“.
Ulrich Feld von der Frankfurter Neuen Presse befand, dass der Film „von Anfang an ordentlich aufs Gaspedal“ steige. Gegenüber Tief durchatmen, die Familie kommt lege der Nachfolger „gleich mehrere Schippen drauf. Man könnte einwenden, dass nicht alle Gags völlig originell geraten sind, aber das macht hier nichts: Sie zünden, und darauf kommt es an“. Neben dem hohen Spaßfaktor mit Anklängen an Loriot und Nonstop Nonsens erstaune „auch die Leichtigkeit, mit der dieser Film besonders in der zweiten Hälfte immer wieder von der locker-Ironischen Komödie in deutlich ernsthaftere und tiefsinnigere Tonlagen wechselt“. Nur das Ende falle ein wenig ab.
Berliner Morgenpost-Redakteurin Petra Koruhn nannte Von Erholung war nie die Rede eine „pointensichere Komödie, die vor allem Persiflage ist und einen ausgesprochen feinen Höhepunkt bietet: Wie Axel Milberg in der Karaokebar den „Itsy Bitsy Teenie Weenie Honolulu Strandbikini“ anstimmt, ist Unterhaltung pur.“ Die Fortsetzung sei „eine herrliche Satire über Edelveganer und Luxushypochonder“ und biete Allerlei „trockenen Humor“. Für „Zuschauer, die es mögen, wenn jeder Dialog mit einer Pointe gekürt wird, ist dieser Abend beste Unterhaltung, auch weil er äußerst gut besetzt ist“.
Die Kritiker der Fernsehzeitschrift TV Spielfilm vergaben in ihrer Rezension die Bestwertung und schrieben: „Überzeichnete Typen, Situationskomik, der ganz normale Wahnsinn: Wie der Vorgänger ‚Tief durchatmen, die Familie kommt‘ erinnert auch diese Komödie an Loriots Humor. Mathias Klaschka (Skript) und Vivian Naefe (Regie) haben die Vorlage mit hoher Gagdichte umgesetzt.“ Die Publikation resümierte weiterhin: „Ein Spaß mit tollem Ensemble und pointierten Dialogen.“
Die Redaktion des Fernsehmagazins rtv kam zu dem Urteil: „Man nehme ein gut aufgelegtes Ensemble, drücke jedem ein Köfferchen mit Neurosen in die Hand und stelle sie vor eine Traumkulisse – fertig ist eine launige Wohlfühlkomödie. Zahlreiche Slapstick-Einlagen gibt es nebst einer wild grimassierenden Andrea Sawatzki all inclusive. Da verwechselt Opa die Telefon- mit der Duschkabine, Gundula greift nach dem Vorhang und poltert samt Stange zu Boden. Das wirkt recht klischeehaft, wird durch die Spielfreude der schrägen Sippe aber wettgemacht.“